# 大鳥町 (横手市)
大鳥町（おおとりまち）は、秋田県横手市の町丁。郵便番号は013-0007。人口は961人、世帯数は449世帯（2020年10月1日現在）。丁目の設定のない単独町名で、全域で住居表示を実施している。旧横手市睦成の一部に相当する。

## 地理
横手地域の中央部に位置し、東で新坂町・台所町、北と西で睦成と隣接する。北端を吉沢川、南端を横手川が北流する。東端には羽州街道の旧道である市道新坂七日町線が南北に縦貫しており、この沿線に住宅が立ち並ぶ。町全体が小独立丘陵に立地しており、ほぼ全域が大鳥井山遺跡として国の史跡に指定されている。総合運動公園の整備の過程で出土した遺跡だったため、当初の計画通り「大鳥公園」が遺跡を埋め戻して整備されている。
全域が都市計画区域に含まれるが、区域区分非設定区域となっている。都市計画法上の用途地域では公園を含めた大部分が第一種低層住居専用地域に指定されており、公園西側は未指定。

### 地名の由来
現在の大鳥町という地名は1965年に実施された住居表示の際に命名されたもので、一帯が大鳥井山遺跡と呼ばれる遺跡があることに由来する。

## 歴史

### 町名の変遷
特記のないものはすべて住居表示実施に伴う変更。
| 実施後 | 実施年月日     | 実施前                 |
| ------ | -------------- | ---------------------- |
| 大鳥町 | 昭和40年4月1日 | 睦成字大鳥井山（一部） |

## 世帯数と人口
2020年（令和2年）10月1日現在の世帯数と人口は以下の通りである。
| 丁目   | 世帯数 | 人口 |
| ------ | ------ | ---- |
| 大鳥町 | 16世帯 | 37人 |

### 人口・世帯数の推移
以下は国勢調査による1995年（平成7年）以降の人口の推移。
| 年                 | 人口 |
| ------------------ | ---- |
| 1995年（平成7年）  | 43   |
| 2000年（平成12年） | 39   |
| 2005年（平成17年） | 39   |
| 2010年（平成22年） | 34   |
| 2015年（平成27年） | 27   |
| 2020年（令和2年）  | 37   |

以下は国勢調査による1995年（平成7年）以降の世帯数の推移。
| 年                 | 世帯数 |
| ------------------ | ------ |
| 1995年（平成7年）  | 13     |
| 2000年（平成12年） | 13     |
| 2005年（平成17年） | 13     |
| 2010年（平成22年） | 14     |
| 2015年（平成27年） | 13     |
| 2020年（令和2年）  | 16     |

## 小・中学校の学区
市立小・中学校に通う場合、学区（校区）は以下の通りとなる。
| 番地 | 小学校             | 中学校               |
| ---- | ------------------ | -------------------- |
| 全域 | 横手市立朝倉小学校 | 横手市立横手北中学校 |

## 交通

### 鉄道
町内に駅はない。最寄り駅は■奥羽本線、■北上線の横手駅。

### 道路
町内に主要な道路は通っていない。